# جون بالدوين (لاعب كرة قدم أمريكية)
جون بالدوين (بالإنجليزية: Jon Baldwin)‏ هو لاعب كرة قدم أمريكية أمريكي، ولد في 10 أغسطس 1989 في أليكويبا في الولايات المتحدة.

## وصلات خارجية
- جون بالدوين على موقع إي إس بي إن.كوم (أن.أف.أل)3
- جون بالدوين على موقع مرجع كرة القدم المحترفة.كوم (الإنجليزية)